# Cabriolet

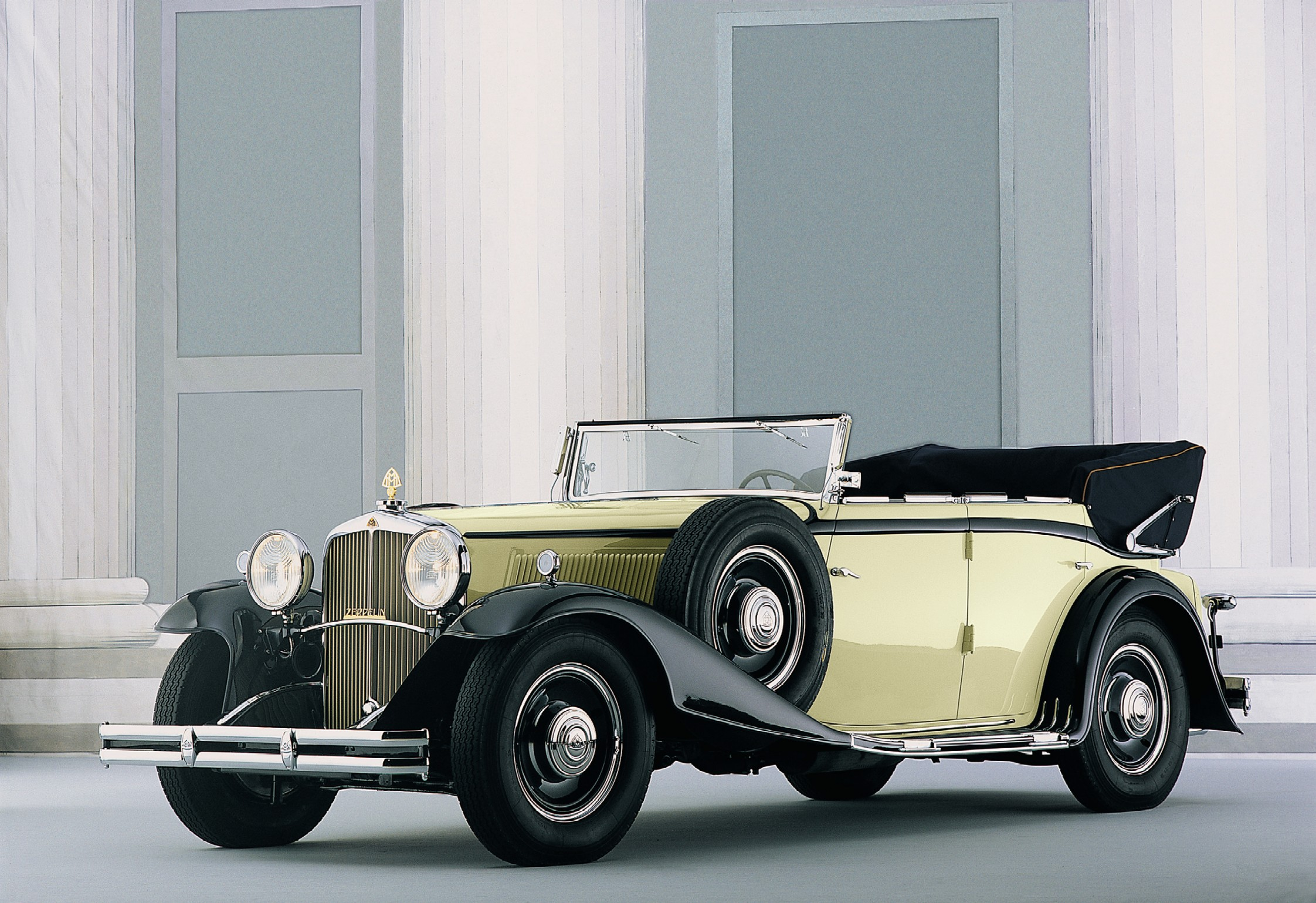
Maybach Zeppelin DS 8 Cabriolet

Een cabriolet is een carrosserievorm voor een auto en vernoemd naar een open rijtuig. De uitvoering is voorzien van een inklapbaar (opvouwbaar) dak. Ook de Engelse term convertible wordt in Nederland wel gebruikt.

## Geschiedenis
De geschiedenis van de cabriolet is zo oud als de auto zelf. De allereerste auto's waren uitsluitend cabriolets. Toch is het woord pas in de jaren 90 van de twintigste eeuw in zwang geraakt. Pas later, toen Cadillac haar eerste coupé presenteerde kwam de gesloten auto in zwang. In de jaren zeventig werd de cabriolet als gevaarlijk gezien omdat ze de inzittenden nauwelijks bescherming bieden als het voertuig over de kop slaat. Tegenwoordig worden cabriolets vaak uitgerust met een "roll-over-bar".

## Metalen klapdak
Dit concept is voor het eerst toegepast in 1934 op de Peugeot 401.
Mercedes-Benz herintroduceerde de zogenaamde coupé-cabriolet-constructie in 1992, een variant gemaakt in metaal en glas, die naast de meer conventionele stoffen en vinyldaken kwamen. Dit prototype werd later ook daadwerkelijk in productie genomen.
Het concept van een stevig metalen dak op cabriolets is al veel ouder. Reeds in de jaren dertig waren er cabriolets met een inklapbaar stevig dak. Deze variant is technisch gezien ook geen cabriolet, maar een hard-top. De daken bestonden destijds echter uit één stuk en dat was niet erg praktisch. Opvouwbare daken van stof namen veel minder plaats in. Wel hebben er altijd cabriolets bestaan met afneembare 'hardtops', die men 's zomers thuis kon achterlaten en 's winters kon monteren.
Zowel Peugeot als Ford hebben een tussenvorm geproduceerd, waarbij het metalen dak deels inklapte in de kofferbak. Dit systeem was vrij zwaar. Het principe van het metalen wegklapdak komt van Peugeot en het werd voor het eerst toegepast op de Peugeot 401 Eclipse die vanaf 1935 gebouwd werd. Doordat de techniek in die tijd nog onvolmaakt was, was dit model geen echt succes.
Mercedes-Benz herintroduceerde het concept van de inklapbare hardtop in 1996 op de Mercedes SLK. De uit twee delen bestaande opvouwbare hardtop past gemakkelijker in de auto en heeft niet de nadelen van zijn voorgangers. Enkele jaren later maakte Peugeot dit type cabriolet bereikbaar voor het grote publiek met de 206 CC.

## Autobus
Binnen het streekbusvervoer is er in Nederland ook gebruik gemaakt van standaardstreekbussen die omgebouwd zijn tot cabriobussen. In de jaren 90 had de vervoersmaatschappij FRAM in de zomer een cabriobus op een lijn langs toeristische kustplekken in het zuidwesten van Friesland.